# Ulica Łęczyńska w Lublinie
Ulica Łęczyńska w Lublinie – jedna z ulic Lublina, główna arteria komunikacyjna dzielnicy Tatary.

## Historia
Nazwa ulicy pochodzi od szlaku handlowego który biegł wzdłuż obecnej ulicy do odległej o 20 km. od Lublina miejscowości Łęczna. Rozwój komunikacyjny szlaku przypadł na II połowę XIX w. i wiązał się z powstaniem przecinających Tatary linii kolejowych, szczególnie zaś z budową w 1883 bocznicy prowadzącej do młyna braci Krauze. Na planie miasta obecna ulica Łęczyńska pojawiła się w 1912 roku pod nazwą „Droga do Cementowni”, co wiązane jest z istniejącymi ówcześnie w tamtym rejonie kopalniami odkrywkowymi kamienia wapiennego. Częściowa regulacja ulicy nastąpiła w okresie międzywojennym. Po uruchomieniu w 1928 roku rzeźni miejskiej unowocześniono odcinek północno-wschodni prowadzący do Łęcznej (w latach 50. przekształcony w odrębną ulicę Turystyczną). Aż do końca lat 70. XX w. ul. Łęczyńska stanowiła całość łączącą Bronowice z ul. Mełgiewską. Na skutek rozbudowy obwodnicy miejskiej i budowy wiaduktu nad Al. Witosa została ona rozdzielona na dwa nie łączące się ze sobą odcinki.
Po roku 1950 tereny położone m.in. wzdłuż ulicy Łęczyńskiej przeznaczono pod budownictwo mieszkaniowe. Wzniesiono tu w latach 1950–1972 osiedla mieszkaniowe: „ZOR Tatary” oraz „Motor”.

## Opis
Ulica Łęczyńska rozpoczyna się od skrzyżowania z ulicami: Fabryczną, Drogą Męczenników Majdanka i Wolską będąc przedłużeniem tej ostatniej. Aż do wiaduktu drogowego nad Al. Witosa (obwodnica miejska) biegnie w linii prostej, po czym tuż przed nim zakręca w stronę linii kolejowej i dworca północnego PKP, przechodząc w ul. Hutniczą. Jej kolejny odcinek (nie łączący się z głównym traktem) to nieduża uliczka osiedlowa, biegnąca od ul. Maszynowej wzdłuż ul. Emanuela Grafa do ul. Mełgiewskiej.

## Zabytki
- pozostałości cementowni „Firlej”, ob. Lubelska Fabryka Wag, ul. Łęczyńska nr 58
- zespół dworski na Tatarach, ul. Łęczyńska nr 50, pomiędzy ul. Łęczyńską, ul. Przyjaźni i rzeką Bystrzycą (pozostałości)
- zespół tzw. magazynów zbożowych, ob. „Eldorado”, ul. Łęczyńska nr 7/9, mur., pocz. XX. (pozostałości)

## Komunikacja
- Autobusy: 34, 45, N2 (nocny)[2]
- trolejbusy: 155, 159.